# Inside Wants Out
Inside Wants Out es el EP debut y el primer lanzamiento musical del músico de rock y blues estadounidense John Mayer. Lanzado por Mayer Music el 24 de septiembre de 1999, el álbum fue relanzado por Columbia Records el 2 de agosto de 2002 con la excepción de Neon 12:47 AM. Las canciones "Back to You", "No Such Thing", "My Stupid Mouth", y "Neon" fueron grabadas nuevamente para el primer álbum de duración estándar de Mayer en 2001, Room for Squares.

## Producción e historia
Mayer entró al Berklee College of Music en Boston, Massachusetts, cuando tenía 19 años, pero luego de dos semestres decidió dejar sus estudios, y ante la insistencia de su amigo de la universidad y oriundo de Atlanta, Clay Cook, los dos se mudaron a Atlanta, Georgia. Rápidamente comenzaron a hacer conocer a su dueto, los LoFi Masters, haciendo presentaciones en cafeterías y bares de la ciudad tales como Eddie's Attic. Cook ha dicho, sin embargo, que comenzaron a experimentar diferencias musicales debido al deseo de Mayer de llevar al dúo hacia un sonido más "pop". Poco después se separaron, y Mayer se embarcó en una carrera como solista.
Con la ayuda del productor local e ingeniero Glenn Matullo, Mayer grabó el EP independiente Inside Wants Out. Cook también es citado como el coautor de cuatro de las canciones del EP, más notablemente, el primer sencillo lanzado comercialmente por Mayer, No Such Thing. El EP incluye ocho canciones, las cuales Mayer canta y toca la guitarra en todas menos una, "Comfortable", en la que Mayer solo grabó las voces. Para la primera canción del EP, "Back to You", se contrató a un grupo completo, incluyendo al coproductor del EP, David LaBruyere, en el bajo. Poco después, Mayer y LaBruyere hicieron un tour de Georgia y los estados aledaños.

## Recepción
La recepción crítica de Inside Wants Out, que vino más que todo después del relanzamiento de Columbia, fue cálida y optimista. David Thigpen de la revista Rolling Stone dijo que le sonido del álbum era "el mejor sonido pop de la historia, canciones ricas en melodías que mezclaban folk, blues, rock y jazz". Gavin Edwards le dio al álbum tres de cinco estrellas y dijo que "el talento de Mayer para las melodías ya era totalmente apreciable en esta disco."

## Lista de canciones

### Versión original
1. "Back to You" (John Mayer) - 4:00
2. "No Such Thing" (Mayer, Clay Cook) - 3:51
3. "My Stupid Mouth" (Mayer) - 4:16
4. "Neon" (Mayer, Cook) - 3:56
5. "Victoria" (Mayer) - 3:49
6. "Love Soon" (Mayer, Cook) - 3:39
7. "Comfortable" (Mayer, Cook) - 5:00
8. "Neon 12:47 AM" (Mayer, Cook) - 2:45
9. "Quiet" (Mayer) - 3:20
10. "Not Myself" (Mayer) - 4:07

### Relanzamiento de Columbia Records
1. "Back to You" (John Mayer) - 4:00
2. "No Such Thing" (Mayer, Clay Cook) - 3:51
3. "My Stupid Mouth" (Mayer) - 4:16
4. "Neon" (Mayer, Cook) - 3:56
5. "Victoria" (Mayer) - 3:49
6. "Love Soon" (Mayer, Cook) - 3:39
7. "Comfortable" (Mayer, Cook) - 5:00
8. "Quiet" (Mayer) - 3:20

## Créditos
| Músicos - John Mayer – vocalista, guitarra, arreglos de cuerda en pista 7, producción - David LaBruyere – bajo en pistas 1 y 5, loop de batería y bajo Moog en pista 1, producción de pistas 1 y 8 - Matt Mangano – bajo en pistas 7 y 8, grabación en pista 7 - Stephen Roberson – batería en pistas 7 y 8 - Sigurdur Birkis – batería en pista 1 - Clay Cook – guitarra, coros y arreglos de cuerda en pista 7 - Casey Driessen – cuerdas en pista 7 - Carrie Rodríguez – cuerdas en pista 7 - Daniel Cho – cuerdas en pista 7 | Producción - Glenn Matullo – grabación en todas las pitas excepto pista 7, producción, masterización - Russ Fowler – mixing - Vlado Miller – resecuenciado Adicional - Tom Wages – portada del álbum y fotografías adicionales - Tyson Marsh – fotografías adicionales - Carol Farrar Norton – diseño gráfico |